# Kramolín

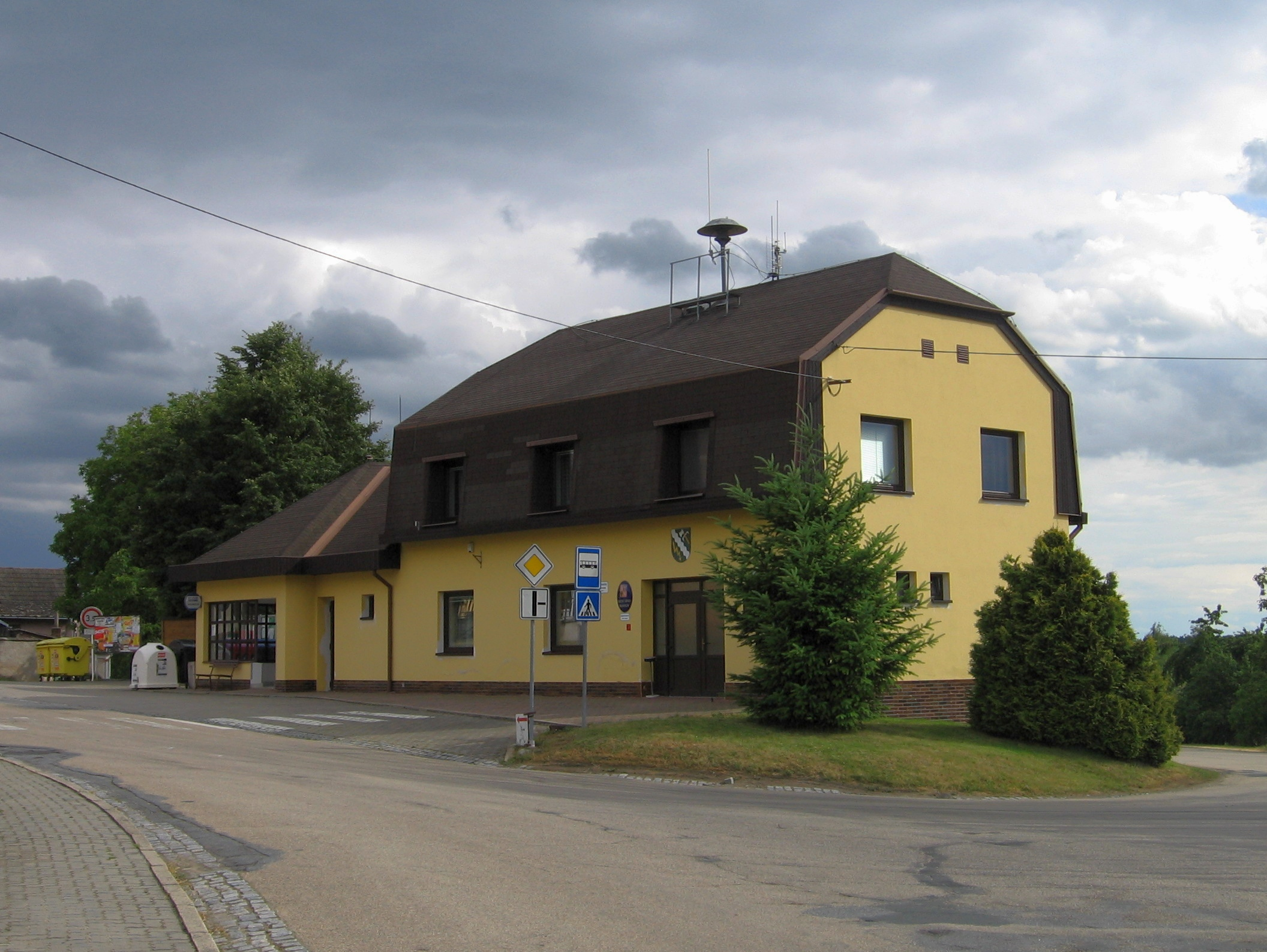
Gemeindeamt

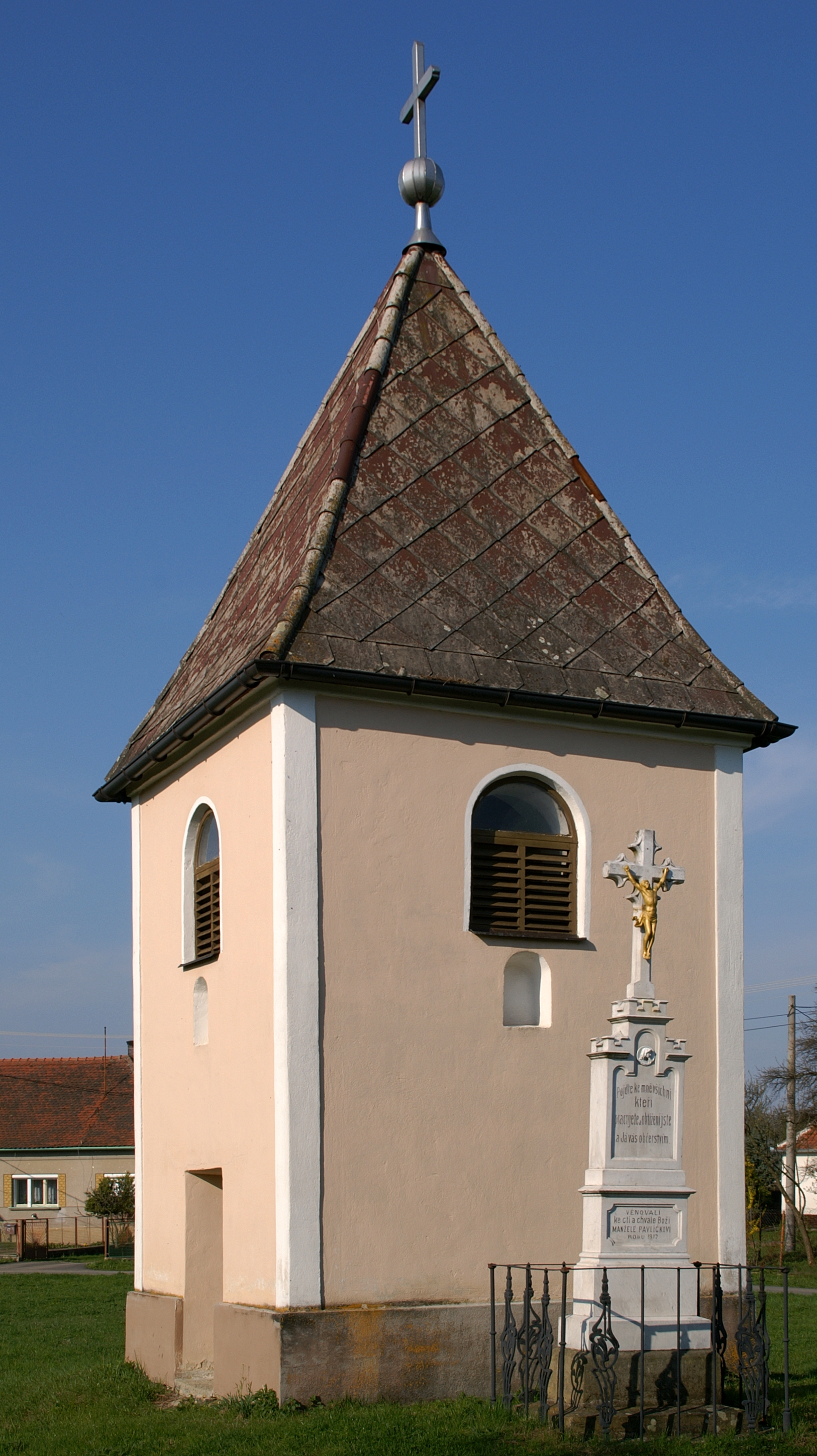
Glockenturm

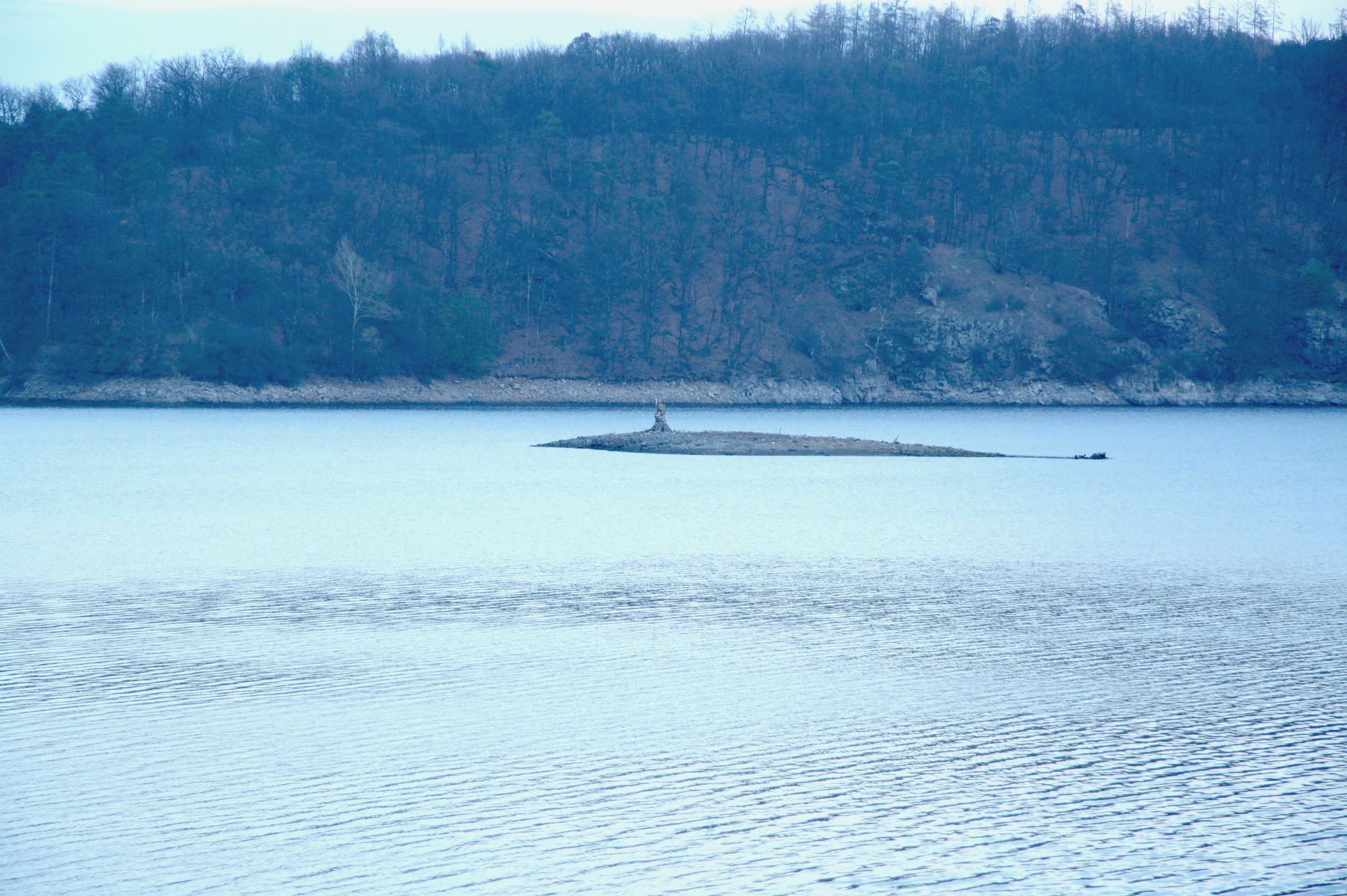
Burgstall-Insel bei Niedrigwasser

Kramolín (deutsch Kramolin) ist eine Gemeinde in Tschechien. Sie liegt 35 Kilometer westlich des Stadtzentrums von Brno und gehört zum Okres Třebíč.

## Geographie
Kramolín befindet sich linksseitig der Jihlava-Talsperre Dalešice in der Quellmulde des Baches Kramolinský potok im Jaispitzer Hügelland (Jevišovická pahorkatina). Südwestlich des Dorfes liegt das Pumpspeicherwerk Dalešice, unterhalb dessen der Stauraum der Talsperre Mohelno beginnt. Im Süden liegt das Kernkraftwerk Dukovany. Südöstlich erhebt sich der Zelený kopec (491 m n.m.) mit dem Aussichtsturm Babylon, im Nordwesten die Dřínová hora (439 m n.m.).
Nachbarorte sind Popůvky, Sedlecká und Sedlecký Dvůr im Norden, Kladeruby nad Oslavou im Nordosten, Mohelno im Südosten, Slavětice im Süden, Hrotovice im Südwesten, Dalešice im Westen sowie Stropešín und Hartvíkovice im Nordwesten.

## Geschichte
Die erste urkundliche Erwähnung von Kramolín erfolgte 1368. Im Jahre 1535 befreite Wenzel d. Ä. von Lomnitz das Städtchen Mohelno sowie die Dörfer Kramolin, Kradrub, Popuwka und Lhanitz von der Anfallsverbindlichkeit. Im Jahre 1752 erwarben die Grafen Haugwitz die Grafschaft Namiescht.
Im Jahre 1842 bestand das im Znaimer Kreis gelegene Dorf Kramolin bzw. Kramohelno aus 19 Häusern, in denen 139 Personen lebten. Bis zur Mitte des 19. Jahrhunderts blieb Kramolin der Fideikommissgrafschaft Namiescht untertänig.
Nach der Ablösung der Patrimonialherrschaften wurde Kramolín 1849 ein Ortsteil der Gemeinde Kladoruby im Gerichtsbezirk Namiest. Ab 1869 gehörte Kramolín zum Bezirk Trebitsch. 1921 entstand die Gemeinde Kramolín. Beim Zensus von 1921 lebten in den 33 Häusern der Gemeinde 201 Tschechen. Zwischen 1948 und 1960 war das Dorf dem Okres Velká Bíteš zugeordnet und kam nach dessen Auflösung wieder zum Okres Třebíč zurück. Gepfarrt ist der Ort schon immer nach Mohelno.
1970 wurde zwischen Kramolín und Slavětice die Jihlava gestaut. Die für das Kernkraftwerk Dukovany projizierte Brauchwassertalsperre wurde in den 1980er Jahren fertiggestellt. Parallel dazu entstand unterhalb die ebenfalls dem Wasserbedarf des Kernkraftwerkes dienende Talsperre Mohelno.

## Gemeindegliederung
Für die Gemeinde Kramolín sind keine Ortsteile ausgewiesen.

## Sehenswürdigkeiten
- Glockenturm auf dem Dorfplatz
- Aussichtsturm Babylon auf dem Zelený kopec
- Gedenkstein für die Fallschirmspringer der Widerstandsgruppe Spelter
- Reste der Burg Čalonice, am gegenüberliegenden Ufer des Stausees Dalešice
- Burgstall Kramolín, auf einem der Dřínová hora vorgelagerten, an drei Seiten von der Jihlava umflossenen Felssporn. Er liegt heute unter dem Wasserspiegel der Talsperre Dalešice und wird bei Niedrigwasser als Insel sichtbar.